# Ярошинська Євгенія Іванівна
Євге́нія Іва́нівна Яроши́нська  (18 жовтня 1868, Чуньків, нині Заставнівський район, Чернівецька область — 21 жовтня 1904, Чернівці) — українська феміністська письменниця, перекладачка, етнографка, фольклористка, освітянка, громадська діячка на Буковині.

## Життєпис

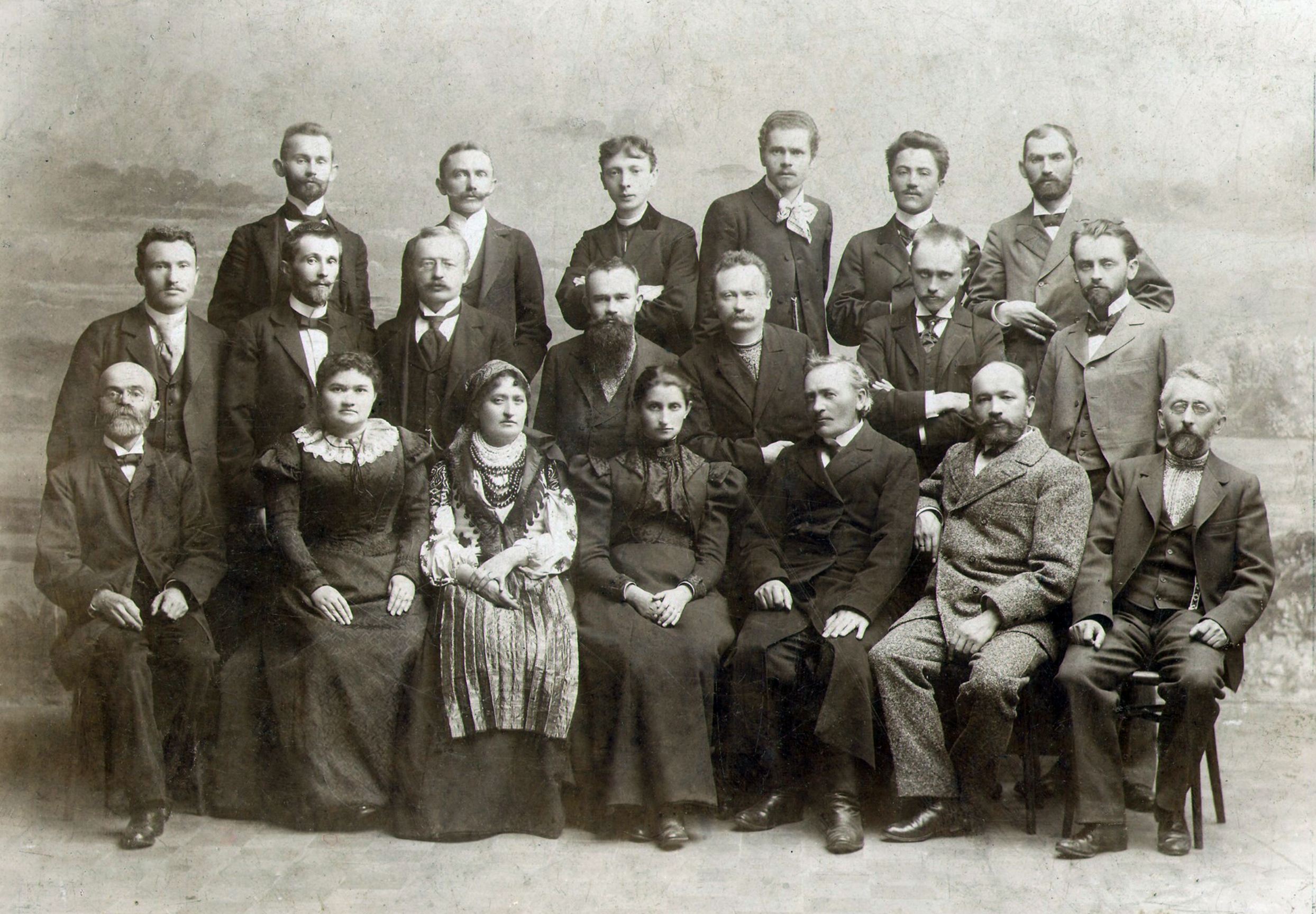
Учасники та учасниці з'їзду українських письменників з нагоди 100-річчя виходу в світ «Енеїди» Котляревського, 1898 р: Сидять у першому ряду: Михайло Павлик, Євгенія Ярошинська, Наталія Кобринська, Ольга Кобилянська, Сильвестр Лепкий, Андрій Чайковський, Кость Паньківський. Стоять у другому ряду: Іван Копач, Володимир Гнатюк, Осип Маковей, Михайло Грушевський, Іван Франко, Олександр Колесса, Богдан Лепкий. Стоять у третьому ряду: Іван Петрушевич, Філарет Колесса, Йосип Кишакевич, Іван Труш, Денис Лукіянович, Микола Івасюк.

Народилася в селі Чуньків, тепер Заставнівський район, Чернівецької області. Закінчила 6 клас Чернівецької гімназії й учителювала селами Буковини, одночасно записуючи народні пісні, збірка яких числом 450 «Народні пісні з-над Дністра» вийшла друком у 1972 році.
Ярошинська була активною діячкою українського феміністичного руху. Друкуватися почала 1886, публікувала статті й оповідання в журналах «Зоря», «Літературно-науковий вістник», «Дзвінок», у газетах «Буковина», «Народ», «Батьківщина».
З причини, що твори Ярошинської довго не перевидавалися, вона якийсь час була напівзабутою.
Повна бібліографія вміщена в книзі «Українські письменники», III (К., 1963).

## Літературна діяльність
Ярошинська розпочала свою літературну діяльність, як і більшість буковинських письменників того часу (Ю. Федькович, С. Воробкевич, О. Кобилянська), німецькою мовою.
|  | Моє образованє було виключно німецьке, бо хоть в нашім домі говорилось по-руськи, то, пішовши до шкіл в Чернівцях, не чула-м нічого про руськість, бо там все було німецьке |

 — писала Є. Ярошинська бібліографу І. Левицькому 18 червня 1896 року. На шлях української літератури Ярошинська стає перш за все під впливом першої українськомовної газети на Буковині «Буковина», яка згуртувала навколо себе прогресивних українських діячів культури.
Творча спадщина Є. Ярошинської складається з трьох повістей («Понад Дністром», «Перекинчики», «Рожі а терне»), кількох десятків оповідань, нарисів, творів для дітей, фольклорно-етнографічних розвідок, підготовлених збірок народних пісень, публіцистичних творів, перекладів, листів.
За останні десятиліття твори її перевидано двічі: «Вибрані твори» (К., 1958) і «Твори» (К., 1968).
Маючи перед собою конкретного адресата (селянина) і конкретну мету (просвітню), Ярошинська порушувала пекучі проблеми життя народу.
Оповідання, «образки з життя», нариси Ярошинської характеризуються багатством різноманітних персонажів, серед них: реалістично зображені представники різних прошарків села, інтелігенції, присвячені служінню народові й збайдужілої, зміщаненої; інтеліґентки, що борються за рівноправність.
Перші оповідання письменниці мають багато традиційного, характерного для фольклору творчості Ю. Федьковича, Марка Вовчка, Г. Квітки-Основ'яненка, але є в них багато нового, відмінного, неповторно індивідуального.
Повне зібрання творів письменниці досі не видано.
Пошукова робота, проведена нами, запевняє, що в роки австро-угорського та румунського панування талант Ярошинської замовчувався. Лише в 1958 році, а потім у 1968 і 1972 роках в Києві вийшли вибрані твори. Лідія Ковалець перевидала твори Ярошинської книгою «Найдорожчий скарб».

## Пам'ять
В обласному центрі відсутні широкі найменування на честь письменниці. До століття з дня народження у стіннівці Чуньківської школи з'явилася замітка про життєвий шлях письменниці.
1988 року (120-річний ювілей) у Чунькові відкрито музей Ярошинської, що містить прижиттєве видання повісті «Перекинчики», подароване академіком Г. В. Дем'яном; портрети Ярошинської, виконані місцевими художниками. На честь письменниці названо центральну вулицю села та школу. На ювілей прибули Василь Максимович Лесин, Григорій Демян, Богдан Мельничук, Андрій Олесьович Фаріон.
В 2004 році відкрито пам'ятний знак у центрі села біля садиби, де мешкала Ярошинська. Про неї говорили науковці Антофійчук В., Мельничук Б., журналіст — Михайловський В. Плиту виготовив народний умілець Бербенюк І., а встановив Гретчиний В. Грошову допомогу надав Гольцов Л. 145-літній ювілей відвідали науковці Ковалець Л., Костик В.
Проживши майже безвиїзно все життя в селах, Євгенія Ярошинська не стала провінціалкою, «її літературна і громадська діяльність свідчить, що залишена нею різнобічна плідна праця в ім'я рідного народу — яскравий приклад для нащадків».
1991 року на честь Євгенії Ярошинської названа вулиця у Личаківському районі міста Львова. 
У Чернівецькій області на честь Євгенії Ярошинської існує вулиця безпосередньо у Чернівцях та у селі Клішківці.